# 평화광장
평화광장(平和廣場, Peace Square)은 전라남도 목포시의 하당신도심의 바닷가에 있는 광장이다. 좁게는 춤추는 바다분수 앞쪽 광장을, 넓게는 남쪽으로 갓바위에서부터 시작하여 북쪽 평화의 구름다리까지 포함한다. 본래 이름이 미관광장이였으나, 고(故) 김대중 전 대통령의 노벨 평화상 수상을 기념하여 평화광장으로 개칭하였다. 매년 여름철 목포시의 최대축제는 목포해양문화축제가 여기서 개최된다.

## 역사
본래 이름이 조성할 때는 미관광장이였으나, 전 김대중 대통령의 노벨 평화상을 기념하기 위해 2000년 이후에 평화광장으로 개칭하였다.

## 시설
중앙광장에는 본래 반형태의 돔의 공연장이 있었으나, 현재는 돔이 철거되었다. 중앙광장 양쪽 끝에는 각각 매점과 화장실이 있다.
또한 평화광장 앞 바다에는 세계 최초의 초대형 부유식 바다음악 분수인 목포 밤바다를 아름답게 하고 있다. 또 평화광장 서쪽에 있는 갓바위 해상보행교를 건너면 갓바위를 볼 수 있고, 더 가면 목포자연사박물관과 남농기념관, 국립해양유물전시관과 목포문화예술회관을 볼 수 있다.